# Ricard Cirera i Salse
Ricardo Cirera i Salse (Os de Balaguer, 1864 - Barcelona, 1932) va ser un astrònom i jesuïta.
Va ingressar a la Companyia de Jesús el 1880 i va començar a treballar com a científic a l'observatori meteorològic de Manila (Filipines) entre 1888 i 1894, on s'encarregà de fer el pla magnètic de les Filipines. Va seguir els estudis a París, entre 1899 i 1903.
El 1904 va fundar l'Observatori de l'Ebre que va dirigir fins al 1920. Aquí, el 1914 engegà la revista Ibérica que esdevingué una publicació de referència en el món científic a l'estat espanyol i a sudamèrica.
Va ser procurador general de la missió dels jesuïtes a Bombai, entre 1921 i 1923. El 1925, va ser el promotor del Pavelló de les Missions de l'Exposició Internacional de Barcelona de 1929.
Les contribucions científiques més destacades de Cirera van ser en el camp del magnetisme terrestre i solar. Va ser membre de l'Acadèmia de Ciències i Arts de Barcelona, des de 1904 i també d'altres institucions científiques europees.